# مايكل تشابون
مايكل تشابون (بالإنجليزية: Michael Chabon) (24 مايو 1963، واشنطن العاصمة في الولايات المتحدة -) روائي أمريكي، حاصل على جائزة بوليتزر عن فئة الأعمال الخيالية عن «مغامرات كافلير وكلاي المذهلة» في العام 2001 وجائزة هوغو لأفضل رواية عن «اتحاد رجال الشرطة اليديشية» في العام 2008.
نُشرت رواية تشابون الأولى بعنوان ألغاز بيتسبرغ (1988)، عندما كان في الخامسة والعشرين من عمره. نشر بعدها رواية أولاد مذهلون (1995) ومجموعتين قصصيقتين. نشر مغامرات كافالييه وكلاي المذهلة في عام 2000، وهي رواية أطلق عليها جون ليونارد فيما بعد اسم تحفة تشابون. حصل على جائزة بوليتزر عن فئة الأعمال الخيالية في عام 2001.
نُشرت روايته نقابة رجال الشرطة اليديشية، وهي رواية غامضة تاريخية بديلة، في عام 2007 وفازت بجائزة هوغو، وسايدوايز، ونيبولا وإيغونتوس، وظهرت روايته المتسلسلة سادة الطريق في شكل كتاب في خريف نفس العام. نشر تشابون رواية جادّة تلغراف في عام 2012، التي وُصِفت بأنها «مدل مارش (دراسة للحياة الريفية) من القرن الحادي والعشرين»، والتي ركزت على الحياة المتشابكة لعائلتين في منطقة خليج سان فرانسيسكو في عام 2004. نشر آخر رواية له بعد رواية جادّة تلغراف في نوفمبر 2016، رواية ضوء القمر، وهي عبارة عن مذكرات خيالية لجده (والد أمه) تستند إلى اعترافاته وهو على فراش الموت تحت تأثير مسكنات الألم القوية في منزل والدة تشابون في كاليفورنيا في عام 1989.
يتميز عمل تشابون بلغة معقدة، والاستخدام المتكرر للاستعارة جنبًا إلى جنب مع الموضوعات المتكررة مثل الحنين، والطلاق، والهجر، والأبوة، وأبرزها قضايا الهوية اليهودية. يُدرج تشابون شخصيات مثلية ومزدوجة الميول الجنسية ويهودية غالبًا في عمله. كتب بأساليب متنوعة بشكل متزايد لمنافذ متعددة منذ أواخر تسعينيات القرن العشرين. يُعد تشابون مدافع بارز عن مزايا النوع الأدبي والخيال المبني على الحبكة، ونشر سيناريوهات، وكتب أطفال، وقصص مصورة، وسلاسل صحفية بالإضافة للروايات.

## العمل السينمائي والتلفزيوني
عمل تشابون لسنوات على عرض مشاريع أصلية ومقتبسة على الشاشة، وذلك على الرغم من أنه وصف موقفه تجاه هوليوود ذات مرة بأنه موقف «تشاؤمي استباقي». قدم تشابون سيناريو بعنوان المضيف المحترم للمنتج سكوت رودين في عام 1994، وهو فلم كوميدي رومانسي «عن اليهود القدامى على متن سفينة سياحية من الدرجة الثالثة خارج ميامي». اشترى رودين المشروع وطوره مع تشابون، ولكنه لم يُصوَّر أبدًا، ويرجع ذلك جزئيًا إلى إصدار فلم مماثل بعنوان إلى البحر في عام 1997. قدم تشابون أيضًا أفكارًا قصصية لكل من أفلام إكس-مان وفنتاستك فور في تسعينيات القرن العشرين، ولكنها رُفِضت.
رفض تشابون عرضًا لكتابة سيناريو النسخة المصورة من رواية أولاد مذهلون عندما كان رودين يعمل على تعديلها لعرضها على الشاشة، قائلًا إنه كان مشغولًا للغاية في كتابة مغامرات كافالييه وكلاي المذهلة. صدر فلم أولاد مذهلون من إخراج كورتس هانسون وبطولة مايكل دوغلاس في عام 2000 ليواجه إشادة النقاد والفشل المالي. طلب رودين من تشابون العمل على سيناريو فلم مغامرات كافالييه وكلاي المذهلة بعد شراء حقوق الفلم. غرق المشروع في مرحلة ما قبل الإنتاج لسنوات، على الرغم من أن تشابون أمضى 16 شهرًا في العمل على تعديله في عامي 2001 و2002.
ما يزال عمل تشابون مشهورًا في هوليوود، فاشترى رودين حقوق فلم نقابة رجال الشرطة اليديشية، لاحقًا بعنوان هاتزبلاتز، في عام 2002، أي قبل خمس سنوات من نشر الكتاب. اشترت شركة ميرماكس في نفس العام حقوق سمرلاند وحكايات الغموض والخيال (مجموعة مخططة من ثمانية قصص قصيرة من النوع الذي لم يكتبه تشابون بعد)، واختير كل منها مقابل مبلغ يبلغ بين حوالي 400 و600 ألف دولار. كتب تشابون أيضًا مسودة لفلم الرجل العنكبوت 2 لعام 2004، والتي استخدم حوالي ثلثها في الفلم النهائي. ذكر المخرج سام رايمي بعد فترة وجيزة من إطلاق الرجل العنكبوت 2 أنه يأمل في توظيف تشابون للعمل في تكملة الفلم، قائلًا «إذا كان بإمكاني الحصول عليه»، ولكن تشابون لم يعمل أبدًا في الرجل العنكبوت 3.
أُعلِن في أكتوبر 2004 أن تشابون كان يعمل في كتابة فلم ديزني سنو والسبعة، وهو عبارة عن فنون قتالية حية تعيد رواية سنو وايت والأقزام السبعة من إخراج مصمم الرقصات القتالية في هونغ كونغ والمخرج يوين وو بينغ. قال تشابون إنه استُبدِل بشخص آخر في فلم سنو في أغسطس 2006، موضحًا بسخرية أن المنتجين يريدون الذهاب في «اتجاه أكثر متعة».
صور المخرج روسون مارشال ثوربر فلم مقتبس عن رواية ألغاز بيتسبرغ في خريف عام 2006 على الرغم من عدم مشاركة تشابون في المشروع. عُرِض الفلم، الذي كان من بطولة سينا ميلير وبيتر سارسغارد، في أبريل 2008. ذكر رودين في فبراير 2008 أن فلما مقتبسًا عن نقابة رجال الشرطة اليديشية كان في مرحلة ما قبل الإنتاج، ومن المقرر أن يكتبه ويخرجه الأخوان كوين. أعرب تشابون اعتبارًا من عام 2018 عن شكوكه في أن الأخوين كونز سيصنعا الفلم، قائلًا إنهما اختارا بشكل فعال بالعمل على فلم رجل جاد بدلًا من ذلك، ولم يرغبوا في عمل فلم آخر بمثل هذه الموضوعات المماثلة.
أكد تشابون تعيينه لإجراء مراجعات على نص فلم ديزني بعنوان جون كارتر في أبريل 2009. عُيِّن تشابون لإجراء تنقيحات على نص فلم ديزني بعنوان بوب الموسيقي في يوليو 2015.
انضم تشابون إلى فريق كتابة ستار تريك: بيكارد، وهو مسلسل جديد من سلسلة ستار تريك من بطولة باتريك ستيوارت، وعُيِّن مخرجًا رئيسيًا في يوليو 2019. صدرت حلقة ستار تريك: شورت تريكس بعنوان «كاليبسو» في نوفمبر 2018، والتي شارك تشابون في كتابتها. صدر فلم قصير آخر كتبه تشابون فقط بعنوان «سؤال وجواب» في 5 أكتوبر 2019. عُرِضت سلسلة ستار تريك لأول مرة في 23 يناير 2020، مشيرًا تشابون إلى نفسه على أنه من مشجعي ستار تريك مدى الحياة. قال تشابون في مقابلة مع مجلة فاريتي في مارس 2020، بعد إصدار الموسم الأول من ستار تريك: بيكارد، إنه سيشارك في الموسم الثاني من بيكارد، ولكن كمنتج تنفيذي بدلًا من كونه مخرجًا رئيسيًا. 
أُدرِج تشابون أيضًا كمنشئ مشارك لمسلسل لا تصدق على نتفليكس، وكان يعمل على عمل تلفزيوني مقتبس لرواية كافالييه وكلاي مع أيليت والدمان منذ ديسمبر 2019 على الأقل.
كتب تشابون اعتذارًا عامًا في أبريل 2021، بعد مقال في هوليوود ريبورتر زعم فيه وقوع العديد من حالات الإساءة الجسدية والعاطفية من رودين تجاه موظفيه؛ وأشار إلى أنه سمع رودين يصرخ ويهين الموظفين أثناء عشرين عامًا من التعاون «بشكل متكرر وروتيني»، وشهد رودين ذات مرة يرمي قلم رصاص على رأس موظف. قال تشابون «إنني أشعر بالخجل. أنا أعتذر، وأريد الإعتذار من ناحيتي في السماح لسكوت رودين بإساءة المعاملة ببساطة من خلال الوقوف جانبًا، وعدم قول أي شيء، والنظر في الاتجاه الآخر».

## روابط خارجية
- مايكل تشابون على موقع IMDb (الإنجليزية)
- مايكل تشابون على موقع الموسوعة البريطانية (الإنجليزية)
- مايكل تشابون على موقع مونزينجر (الألمانية)
- مايكل تشابون على موقع ميوزك برينز (الإنجليزية)
- مايكل تشابون على موقع إن إن دي بي (الإنجليزية)
- مايكل تشابون على موقع ديسكوغز (الإنجليزية)
- مايكل تشابون على موقع قاعدة بيانات الفيلم (الإنجليزية)